# Parodia arnostiana
Parodia arnostiana là một loài thực vật có hoa trong họ Cactaceae. Loài này được (Lisal & Kolarik) Hofacker mô tả khoa học đầu tiên năm 1998.